# União Patriótica (Colômbia)

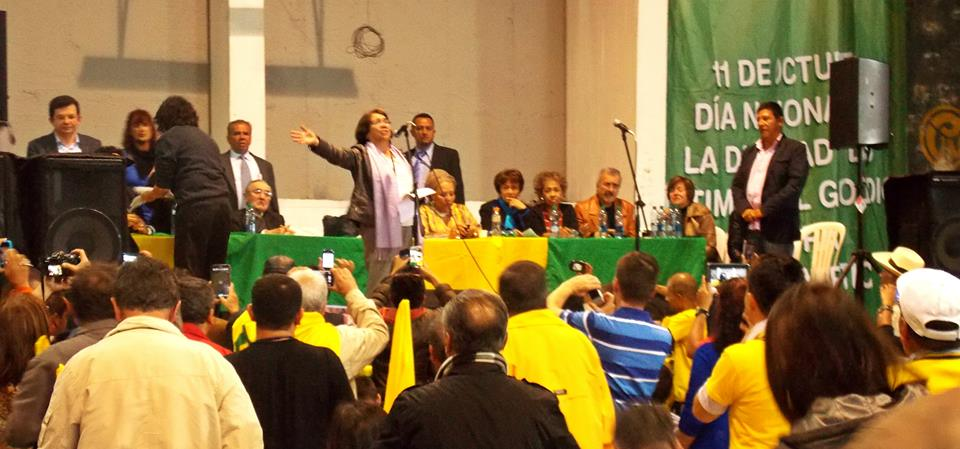
UP, União Patriótica. Ser Patriota é ser benigno com os todos os que ficarão sob nosso cuidado.

Unión Patriótica (em castelhano Unión Patriótica; UP) foi um partido político fundado em 1985 como uma proposta política democrática por parte das FARC-EP, porém, com o tempo como distante à luta armada levantado em armas. O Partido Comunista Colombiano também participou na formação e organização da UP.
A UP nasceu do processo de paz que se acelerou com o governo de Belisario Betancur.
Em 1986, Jaime Pardo Leal, chegou a obter 4,6% da votação, atingindo o terceiro lugar nas eleições presidenciais. Obteve  a mais alta votação na história dos partidos de esquerda colombianos, com cinco senadores, 14 deputados, 351 vereadores e 23 prefeitos. 
Dois candidatos presidenciais, sete congressistas, treze deputados, setenta vereadores, onze prefeitos. No total, três mil integrantes da UP foram assassinados  por agentes do estado colombiano e grupos paramilitares ligados a narcotraficantes como a "ACCU" dos irmãos Fidel e Carlos Castaño Gil e a "MAS" de Pablo Escobar.
Alguns sobreviventes do extermínio abandonaram o país. No dia 11 de Novembro de 1988, quarenta militantes foram publicamente executados na praça central do município de Segóvia, no distrito de Antioquia. Foram perseguidas famílias inteiras, a exemplo dos Cañon-Trujillo, cujo militantismo levou ao assassinato de quatro dos seus membros .